# Pohnsdorf
Pohnsdorf est une commune allemande de l'arrondissement de Plön, dans le Land de Schleswig-Holstein.

## Géographie
Pohnsdorf est voisine au nord-ouest de Preetz, le long du Postsee. Cette partie du territoire autour du lac est classée réserve naturelle. La forêt est un bois ayant appartenu à l'abbaye de Preetz.
La commune regroupe les quartiers de Hohenhorst, Hörnsee-Kronsredder, Neuwühren I, II et III, Oha, Rönnerholz et Sieversdorf.

## Histoire
On trouve de nombreux tumulus.
Pohnsdorf est mentionné pour la première fois en 1286 sous le nom de « Ponathesthorp ».
En 1807, les paysans deviennent libres après l'abolition du servage.